# لوسيندا رايلي
لوسيندا رايلي (بالإنجليزية: Lucinda Riley)‏ (1966 - 2021)، هي كاتِبة أيرلندية، ولدت في 16 فبراير 1968 في أيرلندا الشمالية. وتوفيت يوم 11 يونيو 2021 بسبب مرض السرطان. من أشهر مؤلفاتها سلسلة كتب «الأخوات السبع».

## وصلات خارجية
- الموقع الرسمي
- لوسيندا رايلي على موقع IMDb (الإنجليزية)
- لوسيندا رايلي على موقع ميوزك برينز (الإنجليزية)